# Język kohin
Język kohin, także: seruyan lub seruyan kohin – język austronezyjski używany w indonezyjskiej prowincji Borneo Środkowe (kecamatan Seruyan Tengah, kabupaten Seruyan). Według danych z 2003 roku ma 8 tys. użytkowników.
Posługuje się nim grupa etniczna Kohin (in. Seruyan; jedna z grup Dajaków). Zidentyfikowano trzy dialekty: kabahan, benteng kiham, inyo. Uchodzi za zagrożony wymarciem.
Dostępne materiały nt. kohin to m.in. opisy składni (1998) , fonologii (1998) i morfologii (2003) . Nie wykształcił piśmiennictwa. 